# Bauernhaus Dorfplatz 6 (Mannhausen)
Das Bauernhaus am Dorfplatz mit der Hausnummer 6 im Calvörder Ortsteil Mannhausen steht unter Denkmalschutz.

## Lage
Das Bauernhaus steht im Ortszentrum von Mannhausen am Rande des Dorfplatzes, südlich des Dorfplatzes befindet sich das ehemalige Schulhaus Mannhausen.

## Beschreibung und Geschichte
Das Bauernhaus prägt auffallend den Dorfplatz in Mannhausen. Das Bauwerk ist Ende des 18. Jahrhunderts entstanden und ist ein fest geschlossener, massiger Baukörper von einfacher Kubatur. Durch die Proportionierung und reizvolle Rasterstruktur des straßenseitigen Fachwerkgiebels ist es ein eindrucksvoll hervortretendes Bauwerk. Außerdem ist es handwerklich gediegen und ein baugeschichtlich interessantes Bauwerk.